# Вологість
Воло́гість — міра насиченості речовини водою. У поняття вологості не входить вміст хімічно зв'язаної (конституційної), а також кристалогідратної води.
Вологість речовини залежить від природи речовини, вологості навколишнього середовища, а у твердих тілах — ще і від пористості та ступеня подрібненості.
Як правило, вологість характеризують кількістю води в речовині у відсотках (масових або об'ємних) від початкової маси.

## Розрізняють
- вологість абсолютна
- вологість відносна